# Sevilla (canción)
«Sevilla» es una canción del cantante español Miguel Bosé, incluida en su álbum de estudio Bandido.

## Descripción
Se trata del primer sencillo que se publicó del álbum, contando en su cara B con el tema Y Fue. 
Uno de los temas más famosos del cantante, presenta una imagen de la ciudad de Sevilla, con tintes en alguna ocasión calificados de insólitos.
En palabras de Bosé, Es una canción de amor con la historia de un crimen pasional entre un hombre y una mujer que al final se unen en una especie de yin-yang.
El sencillo alcanzó el número uno de los más vendidos en España la semana del 1 de diciembre de 1984.
La popularidad de la canción dio lugar a que, coincidiendo con el 25 aniversario de la publicación del disco, la Diputación de Sevilla concediese al cantante el título de Hijo Adoptivo, además del Galardón Giraldillo de Oro, otorgado por el Ayuntamiento de la ciudad.